# Hollóháza
Hollóháza è un comune dell'Ungheria di 1.029 abitanti (dati 2001) . È situato nella contea di Borsod-Abaúj-Zemplén.